# إستيبان كامبياسو
استبان ماتياس كامبياسو ديلو (بالإسبانية: Esteban Cambiasso)‏ (من مواليد 18 أغسطس 1980 في بيونس آيرس في الأرجنتين) لاعب كرة قدم أرجنتيني، ويلعب في نادي اولومبياكوس اليوناني .
بدأ مسيرته الاحترافية في نادي إنديبندينتي في الأرجنتين في عام 1999، وو لعب لهم 74 مباراة وسجل 9 أهداف، وفي عام 2001 انتقل إلى نادي ريفر بليت، ولعب لهم 37 مباراة وسجل 12 هدف، وفي عام 2002 انتقل إلى نادي ريال مدريد الإسباني، ولعب لهم 40 مباراة ولم يسجل أي هدف، وفي عام 2004 انتقل إلى نادي إنتر ميلانو الإيطالي، وقد لعب مع منتخب الأرجنتين لكرة القدم في كأس العالم لكرة القدم 2006.

## روابط خارجية
- إستيبان كامبياسو على موقع الاتحاد الدولي (مؤرشف)  (الإنجليزية)
- إستيبان كامبياسو على موقع الاتحاد الأوربي (الإنجليزية)
- إستيبان كامبياسو على موقع قاعدة بيانات كرة القدم.إي يو (الإنجليزية)
- إستيبان كامبياسو على موقع بيانات كرة القدم. دي إي (الألمانية)
- إستيبان كامبياسو على موقع ناشيونال فوتبول تيمز (الإنجليزية)
- إستيبان كامبياسو على موقع Soccerbase.com (لاعب) (الإنجليزية)
- إستيبان كامبياسو على موقع Soccerway.com (الإنجليزية)
- إستيبان كامبياسو على موقع عالم كرة القدم.نت (الإنجليزية)
- إستيبان كامبياسو على موقع AS.com (الإسبانية)